# Odontopera aidna
Odontopera aidna là một loài bướm đêm trong họ Geometridae.